# Évêque de Ross

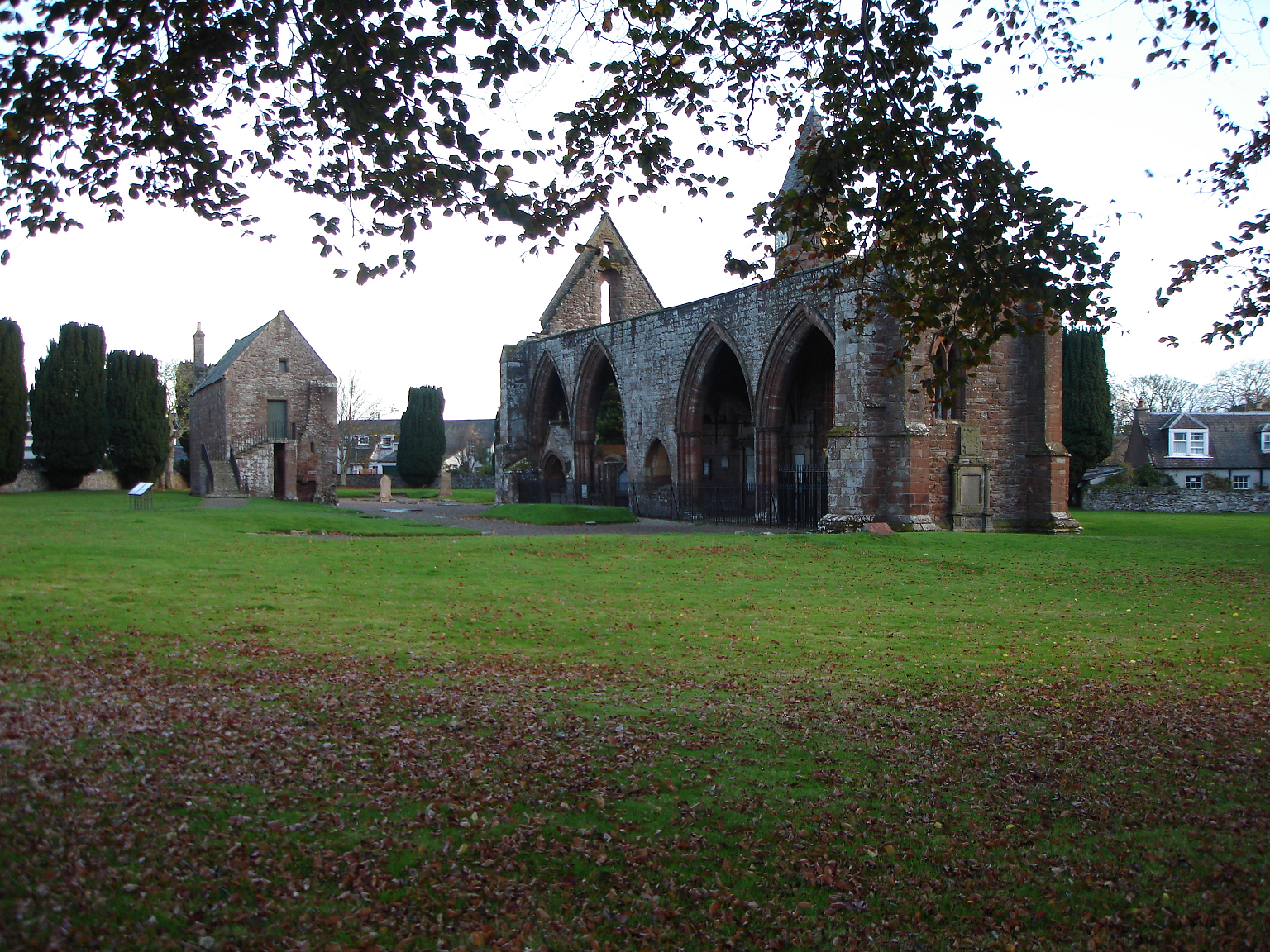
Les ruines de la.

L'évêque de Ross est un ancien prélat écossais. Il était responsable du diocèse de Ross, dans le nord de l'Écosse. Son siège est d'abord situé à Rosemarkie, puis à Fortrose à partir du milieu du XIIIe siècle.

## Histoire

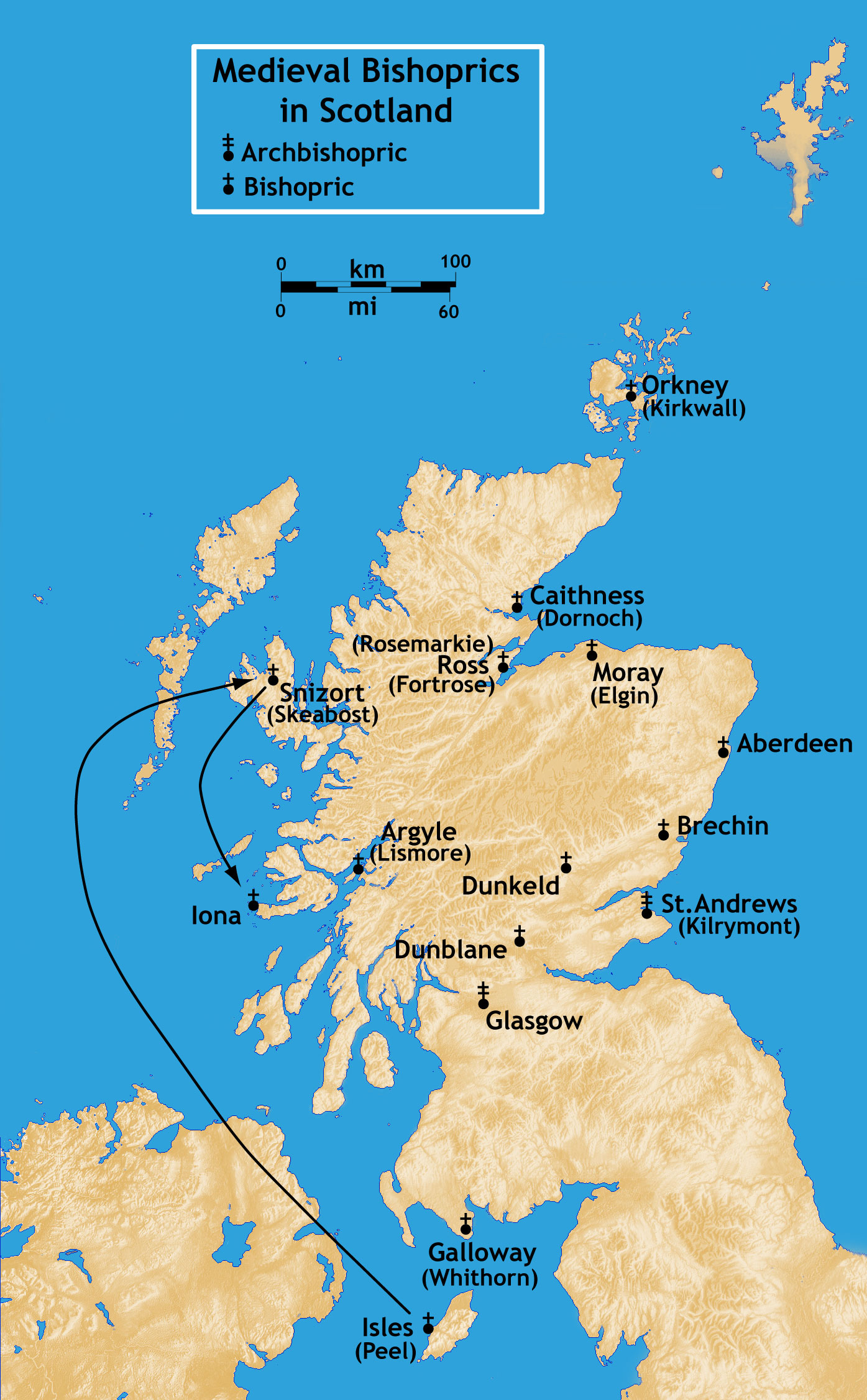
Les évêchés écossais médiévaux.

Le premier évêque de Ross cité est Curetán (en), qui apparaît comme témoin de la Cáin Adomnáin (en) à la fin du VIIe siècle et est appelé évêque de Ross maic Bairend ou Ross Mand Bairend dans les martyrologes.
Après la Réforme écossaise, l'évêché de Ross continue à exister, mais il dépend dès lors de l'Église d'Écosse. Il est définitivement aboli en 1690, comme tous les autres évêchés écossais.

## Liste des évêques de Ross
- fl. 1127 × 1131 : Mac Bethad de Rosemarkie (en)
- 1127 × 1151 – 1155 × 1161 : Siméon de Rosemarkie (en)
- 1161-1195 : Grégoire de Rosemarkie (en)
- 1195-1213 : Reinald Macer (en)
- 1213 : Andreas de Moravia (jamais confirmé)
- 1214-1249 : Robert Ier (en)
- 1249 × 1250 – 1271 : Robert II
- 1272-1274 : Matthew (en)
- 1275 – 1292 × 1295 : Robert de Fyvie (en)
- 1292 × 1295 : Adam de Darlington (en) (jamais confirmé)
- 1293 × 1295 – 1325 : Thomas de Dundee (en)
- 1325-1350 : Roger (en)
- 1350-1371 : Alexander Stewart (en)
- 1371-1398 : Alexander de Kylwos (en)
- 1398 – 1416 × 1418 : Alexander de Waghorn (en)
- 1416 × 1418 : Thomas Lyell (en) (jamais confirmé)
- 1418-1422 : Gruffydd Young (antiévêque)
- 1418 – 1439/1440 : John Bullock (en)
- 1440-1441 : Andrew Munro (en) (élection annulée par le pape)
- 1440 – 1460/1461 : Thomas Tulloch (en)
- 1461-1476 : Henry Cockburn (en)
- 1476 – 1480/1481 : John Woodman (en)
- 1481-1483 : William Elphinstone
- 1483 – 1488 × 1492 : Thomas Hay (en)
- 1490 × 1492 – 1494 × 1497 : John Guthrie (en)
- 1497-1507 : John Fraser (en)
- 1507-1524 : Robert Cockburn (en)
- 1523-1538 : James Hay (en)
- 1538-1545 : Robert Cairncross (en)
- 1547-1558 : David Panter (en)
- 1558-1565 : Henry Sinclair (en)
- 1567-1592 : John Lesley (déposé en 1568, rétabli en 1587-1589)
- 1574-1578 : Alexander Hepburn (en)
- 1600-1613 : David Lindsay (en)
- 1613-1622 : Patrick Lindsay (en)
- 1633-1638 : John Maxwell (en)
- 1662-1679 : John Paterson (en)
- 1679-1684 : Alexander Young (en)
- 1684-1689 : James Ramsay (en)

## Articles liés
- Diocèse de Ross
- Église catholique en Écosse